# Tony Lee (cầu thủ bóng đá, sinh năm 1937)
Anthony Lee (sinh ngày 4 tháng 6 năm 1937) là một cựu cầu thủ bóng đá người Anh thi đấu ở vị trí tiền vệ trái ở Football League cho Southport. Ông cũng từng thi đấu bóng đá non-league cho Cheadle Rovers.